# 34474 Zhangjingru
34474 Zhangjingru è un asteroide della fascia principale. Scoperto nel 2000, presenta un'orbita caratterizzata da un semiasse maggiore pari a 2,8936314 au e da un'eccentricità di 0,0650680, inclinata di 3,06212° rispetto all'eclittica.